# 田広
田 広（でん こう、? - 紀元前203年?）は、楚漢戦争期の斉の国王。田栄の子、叔父は田横、従父は田儋、族兄は田巿。『史記』の「田儋列伝」「淮陰侯列伝」に記述がある。 

## 経歴
父の田栄は項羽に背いたため、楚軍の攻撃を受けて殺された。田栄の弟の田横は敗残の兵を集めて項羽に抵抗し、劉邦が東進した事もあり項羽が斉から引き揚げると、田横に擁立されて斉王となった。
劉邦の家臣の酈食其を派遣して田広の説得に当たらせ、田広は説得に応じて楚に背いて漢に味方した。しかし功を奪われる事を恐れた韓信は軍を率いて斉を攻め、田広は激怒して酈食其を煮殺して臨淄を放棄して高密に逃亡し、項羽に援軍を要請した。項羽は龍且・周蘭に20万の兵を与えて斉に派遣し、田広は龍且と周蘭に合流して連合して韓信と対峙した。しかし龍且は灌嬰の軍勢に取り囲まれて戦死し、周蘭も曹参によって捕虜にされ、軍勢の大半も戦死か捕虜になった。
残っていた田広ら残兵は逃亡したが、韓信の追撃を受けて城陽で全員捕虜になった。その後、田広は韓信により処刑されたとする説もある。